# Unión Deportiva Ibiza
L'Unión Deportiva Ibiza, meglio nota come Ibiza, è una società calcistica spagnola con sede nella città di Ibiza. Milita in Primera Federación, la terza divisione del campionato spagnolo.

## Storia
L'UD Ibiza è stato fondato nel 2015, grazie a una cordata di imprenditori guidata da Amadeo Salvo, con lo scopo di sostituire l'ex UD Ibiza-Eivissa che ha giocato due stagioni in Segunda División B. L'ex proprietario del Valencia ha versato 60.000 euro alla Federazione calcistica delle Baleari per estinguere il debito lasciato dalla precedente società e ha iscritto la squadra alla lega regionale delle baleari.  Nel giugno 2017, il club è stato promosso in Tercera División, il quarto livello del campionato spagnolo, dopo aver trascorso due stagioni nel campionato regionale. Il 7 agosto 2018, dopo che la RFEF ha impedito la partecipazione del Lorca FC alla Segunda División B, l'Ibiza ha pagato i debiti del club ed è stato promosso in terza divisione. Per la prima parte della stagione 2018/2019 in rosa c’è l’attaccante italiano Marco Borriello, che in seguito diventerà ambasciatore del club, e la squadra arriverà sesta.
Nel 2019-2020, il club ha partecipato per la prima volta alla Coppa del Re, eliminando il Pontevedra e l'Albacete prima di perdere in casa per 1-2 contro il Barcellona nei sedicesimi di finale, nonostante il vantaggio a 20 minuti dalla fine, una gara storica per l’isola e per l’occasione lo Stadio Can Misses veniva ampliato fino a circa 6.000 posti; questa stagione verrà poi raccontata in uno speciale di 5 puntate su DAZN. Nella Segunda División B 2019-2020 l’Ibiza si trova al secondo posto a due punti dall’Atlético Baleares quando il campionato viene fermato a causa del COVID-19 e in estate alla ripartenza viene eliminato al primo turno dei play-off.
Dopo questo deludente risultato, al posto di Pablo Alfaro viene chiamato Juan Carlos Carcedo, già assistente di Unai Emery, con l’obiettivo dichiarato della promozione.
Dopo essersi piazzato al primo posto nel gruppo 3 e aver superato il Real M. Castilla al primo turno della fase finale di promozione, il 23 maggio 2021 l'Ibiza è stato promosso per la prima volta nella sua storia in Segunda División, dopo aver sconfitto per 1-0 l'UCAM Murcia nel secondo turno di play-off.
Il 18 dicembre, con la squadra a metà classifica, mister Carcedo viene esonerato e al suo posto il 26 dicembre viene ingaggiato Francisco Jémez Martín che termina il campionato al quindicesimo posto.

## Organico

### Rosa 2024-2025
Rosa e numerazione aggiornate al 15 luglio 2025.
| N. |                   | Ruolo | Calciatore      |
| -- | ----------------- | ----- | --------------- |
| 2  | Spagna (bandiera) | D     | David Argüelles |
| 3  | Spagna (bandiera) | D     | Martín Pascual  |
| 5  | Spagna (bandiera) | D     | Javi Jiménez    |
| 6  | Spagna (bandiera) | C     | Jesús Álvarez   |
| 7  | Spagna (bandiera) | C     | Suleiman Camara |
| 8  | Spagna (bandiera) | C     | Fausto Tienza   |
| 10 | Ghana (bandiera)  | A     | Mo Dauda        |
| 11 | Spagna (bandiera) | C     | Arturo Molina   |
| 12 | Spagna (bandiera) | C     | Neskes          |
| 14 | Spagna (bandiera) | C     | Álex Gallar     |

| N. |                    | Ruolo | Calciatore        |
| -- | ------------------ | ----- | ----------------- |
| 15 | Spagna (bandiera)  | D     | Joseda Menargues  |
| 16 | Spagna (bandiera)  | C     | Roberto Olabe     |
| 17 | Spagna (bandiera)  | D     | Unai Medina       |
| 18 | Nigeria (bandiera) | A     | Cedric Omoigui    |
| 20 | Spagna (bandiera)  | A     | Roberto Arroyo    |
| 21 | Spagna (bandiera)  | C     | Eugeni Valderrama |
| 22 | Spagna (bandiera)  | D     | Pepe Sánchez      |
| 23 | Spagna (bandiera)  | C     | Alberto Escassi   |
| 24 | Spagna (bandiera)  | P     | Lluc Matas        |
|    | Spagna (bandiera)  | P     | Fabri             |

### Rosa 2023-2024
Rosa e numerazione aggiornate al 18 marzo 2024.
| N. |                       | Ruolo | Calciatore        |
| -- | --------------------- | ----- | ----------------- |
| 1  | Francia (bandiera)    | P     | Baptiste Reynet   |
| 2  | Spagna (bandiera)     | D     | David Argüelles   |
| 3  | Spagna (bandiera)     | D     | Martín Pascual    |
| 5  | Spagna (bandiera)     | D     | Javi Jiménez      |
| 6  | Spagna (bandiera)     | C     | Jesús Álvarez     |
| 7  | Spagna (bandiera)     | C     | Suleiman Camara   |
| 8  | Spagna (bandiera)     | C     | Fausto Tienza     |
| 9  | Russia (bandiera)     | A     | Nikolaj Obol'skij |
| 10 | Spagna (bandiera)     | C     | Rubén Díez        |
| 11 | Spagna (bandiera)     | C     | Arturo Molina     |
| 12 | Spagna (bandiera)     | C     | Neskes            |
| 13 | Costa Rica (bandiera) | P     | Patrick Sequeira  |

| N. |                    | Ruolo | Calciatore        |
| -- | ------------------ | ----- | ----------------- |
| 14 | Spagna (bandiera)  | C     | Álex Gallar       |
| 15 | Spagna (bandiera)  | D     | Joseda Menargues  |
| 16 | Spagna (bandiera)  | C     | Roberto Olabe     |
| 17 | Spagna (bandiera)  | D     | Unai Medina       |
| 18 | Nigeria (bandiera) | A     | Cedric Omoigui    |
| 19 | Camerun (bandiera) | A     | Patrick Soko      |
| 20 | Spagna (bandiera)  | A     | Roberto Arroyo    |
| 21 | Spagna (bandiera)  | C     | Eugeni Valderrama |
| 22 | Spagna (bandiera)  | D     | Pepe Sánchez      |
| 23 | Spagna (bandiera)  | C     | Alberto Escassi   |
| 24 | Spagna (bandiera)  | P     | Lluc Matas        |
|    | Spagna (bandiera)  | P     | Fabri             |

### Rosa 2022-2023
Rosa e numerazione aggiornate all'8 febbraio 2023.
| N. |                      | Ruolo | Calciatore       |
| -- | -------------------- | ----- | ---------------- |
| 1  | Spagna (bandiera)    | P     | Germán Parreño   |
| 2  | Spagna (bandiera)    | D     | Fran Grima       |
| 3  | Spagna (bandiera)    | D     | Martín Pascual   |
| 4  | Spagna (bandiera)    | D     | Javi Serrano     |
| 5  | Senegal (bandiera)   | C     | Papa Diop        |
| 6  | Argentina (bandiera) | D     | Fausto Grillo    |
| 8  | Polonia (bandiera)   | C     | Mateusz Bogusz   |
| 10 | Spagna (bandiera)    | A     | Ekain Zenitagoia |
| 12 | Spagna (bandiera)    | D     | Javi Vázquez     |
| 13 | Brasile (bandiera)   | P     | Daniel Fuzato    |
| 14 | Spagna (bandiera)    | C     | Iván Morante     |

| N. |                      | Ruolo | Calciatore       |
| -- | -------------------- | ----- | ---------------- |
| 15 | Spagna (bandiera)    | D     | Juan Ibiza       |
| 16 | Spagna (bandiera)    | A     | Kaxe             |
| 18 | Argentina (bandiera) | D     | Marcos Mauro     |
| 19 | Rep. Ceca (bandiera) | A     | Lukáš Juliš      |
| 20 | Martinica (bandiera) | C     | Kévin Appin      |
| 21 | Cile (bandiera)      | C     | Williams Alarcón |
| 23 | Spagna (bandiera)    | D     | Coke             |
| 24 | Argentina (bandiera) | D     | Gonzalo Escobar  |
| 28 | Spagna (bandiera)    | C     | Suleiman Camara  |
| 29 | Spagna (bandiera)    | C     | Isma Ruiz        |
| 30 | Spagna (bandiera)    | D     | Joseda Menargues |

### Rosa 2021-2022
Rosa e numerazione aggiornate al 6 giugno 2022.
| N. |                   | Ruolo | Calciatore            |
| -- | ----------------- | ----- | --------------------- |
| 1  | Spagna (bandiera) | P     | Germán Parreño        |
| 2  | Spagna (bandiera) | D     | Fran Grima            |
| 3  | Spagna (bandiera) | D     | David Morillas        |
| 4  | Spagna (bandiera) | D     | David Goldar          |
| 5  | Spagna (bandiera) | D     | Rubén González        |
| 6  | Spagna (bandiera) | D     | Alejandro Gálvez      |
| 7  | Spagna (bandiera) | A     | Davo                  |
| 8  | Spagna (bandiera) | C     | Manu Molina           |
| 9  | Spagna (bandiera) | A     | Nono                  |
| 10 | Spagna (bandiera) | A     | Ekain Zenitagoia      |
| 11 | Spagna (bandiera) | A     | Miguel Ángel Guerrero |
| 12 | Spagna (bandiera) | D     | Juan Ibiza            |
| 13 | Spagna (bandiera) | P     | Álex Domínguez        |

| N. |                      | Ruolo | Calciatore       |
| -- | -------------------- | ----- | ---------------- |
| 14 | Spagna (bandiera)    | C     | Javi Pérez       |
| 15 | Spagna (bandiera)    | C     | Javi Lara        |
| 16 | Spagna (bandiera)    | A     | Raúl Sánchez     |
| 17 | Spagna (bandiera)    | A     | Sergio Castel    |
| 18 | Senegal (bandiera)   | C     | Papa Kouli Diop  |
| 19 | Spagna (bandiera)    | A     | Álvaro Jiménez   |
| 20 | Martinica (bandiera) | C     | Kévin Appin      |
| 21 | Spagna (bandiera)    | A     | Cristian Herrera |
| 22 | Spagna (bandiera)    | A     | Miki Villar      |
| 23 | Spagna (bandiera)    | D     | Cifu             |
| 24 | Argentina (bandiera) | D     | Gonzalo Escobar  |
| 32 | Spagna (bandiera)    | C     | Álex Claverías   |

### Rosa 2020-2021
Rosa e numerazione aggiornate al 23 maggio 2021.
| N. |                   | Ruolo | Calciatore              |
| -- | ----------------- | ----- | ----------------------- |
| 1  | Spagna (bandiera) | P     | Germán Parreño          |
| 2  | Spagna (bandiera) | D     | Fran Grima              |
| 3  | Spagna (bandiera) | D     | David Morillas          |
| 4  | Spagna (bandiera) | D     | David Goldar            |
| 5  | Spagna (bandiera) | D     | Rubén González          |
| 6  | Spagna (bandiera) | D     | José Pardo              |
| 7  | Spagna (bandiera) | A     | Davo                    |
| 8  | Spagna (bandiera) | C     | Manu Molina             |
| 9  | Spagna (bandiera) | A     | Ángel Rodado            |
| 10 | Spagna (bandiera) | A     | Sergio Cirio (capitano) |
| 11 | Spagna (bandiera) | A     | Ekain Zenitagoia        |
| 13 | Spagna (bandiera) | P     | Kellyan                 |

| N. |                        | Ruolo | Calciatore      |
| -- | ---------------------- | ----- | --------------- |
| 14 | Spagna (bandiera)      | C     | Javi Pérez      |
| 15 | Spagna (bandiera)      | C     | Javi Lara       |
| 16 | Spagna (bandiera)      | D     | Javi Vázquez    |
| 17 | Spagna (bandiera)      | A     | Sergio Castel   |
| 18 | El Salvador (bandiera) | A     | Joshua Pérez    |
| 19 | Marocco (bandiera)     | C     | Ilyas Chaira    |
| 20 | Ghana (bandiera)       | C     | Kwasi Sibo      |
| 21 | Spagna (bandiera)      | C     | David Batanero  |
| 22 | Spagna (bandiera)      | D     | Kike López      |
| 27 | Spagna (bandiera)      | C     | Karim El Kounni |
| 28 | Spagna (bandiera)      | C     | Mateo Enríquez  |
| 30 | Spagna (bandiera)      | P     | Jorge Chanza    |

### Rosa 2019-2020
| N. |                      | Ruolo | Calciatore           |
| -- | -------------------- | ----- | -------------------- |
| 1  | Brasile (bandiera)   | P     | Lucas Anacker        |
| 2  | Spagna (bandiera)    | D     | Fran Grima           |
| 3  | Spagna (bandiera)    | D     | Rubén González       |
| 4  | Spagna (bandiera)    | D     | Gonzalo de la Fuente |
| 5  | Argentina (bandiera) | D     | Mariano Gómez        |
| 6  | Spagna (bandiera)    | C     | Toni Arranz          |
| 7  | Spagna (bandiera)    | C     | Fran Carbià          |
| 8  | Spagna (bandiera)    | C     | Pep Caballé          |
| 9  | Spagna (bandiera)    | A     | Ángel Rodado         |
| 10 | Spagna (bandiera)    | A     | Sergio Cirio         |
| 11 | Brasile (bandiera)   | C     | Rai Nascimento       |

| N. |                      | Ruolo | Calciatore        |
| -- | -------------------- | ----- | ----------------- |
| 13 | Spagna (bandiera)    | P     | Germán Parreño    |
| 14 | Spagna (bandiera)    | C     | Miguel Núñez      |
| 15 | Spagna (bandiera)    | C     | Javi Lara         |
| 16 | Spagna (bandiera)    | D     | Álex Quintanilla  |
| 17 | Spagna (bandiera)    | C     | Javi Pérez        |
| 18 | Argentina (bandiera) | A     | Diego Mendoza     |
| 19 | Spagna (bandiera)    | C     | Alejandro Machuca |
| 20 | Ghana (bandiera)     | C     | Kwasi Sibo        |
| 21 | Spagna (bandiera)    | D     | David Morillas    |
| 22 | Spagna (bandiera)    | D     | Kike López        |
|    | Spagna (bandiera)    | D     | Luis Verdú        |

## Palmarès

### Competizioni nazionali
- Segunda División B: 1

2020-2021 (gruppo 3)

### Altri piazzamenti
- Segunda División B:

Secondo posto: 2019-2020 (gruppo 1)